# Ursula Hayden
Ursula Hayden (Santa Mónica, California; 8 de marzo de 1966-3 de diciembre de 2022) fue una luchadora profesional, actriz y empresaria estadounidense, más conocida por su personaje "Babe the Farmer's Daughter" en el programa de televisión de los años 1980 Gorgeous Ladies of Wrestling (también conocido como GLOW) y por haber sido la propietaria de la empresa desde 2001. También fue asesora en la serie de Netflix GLOW.

## Carrera

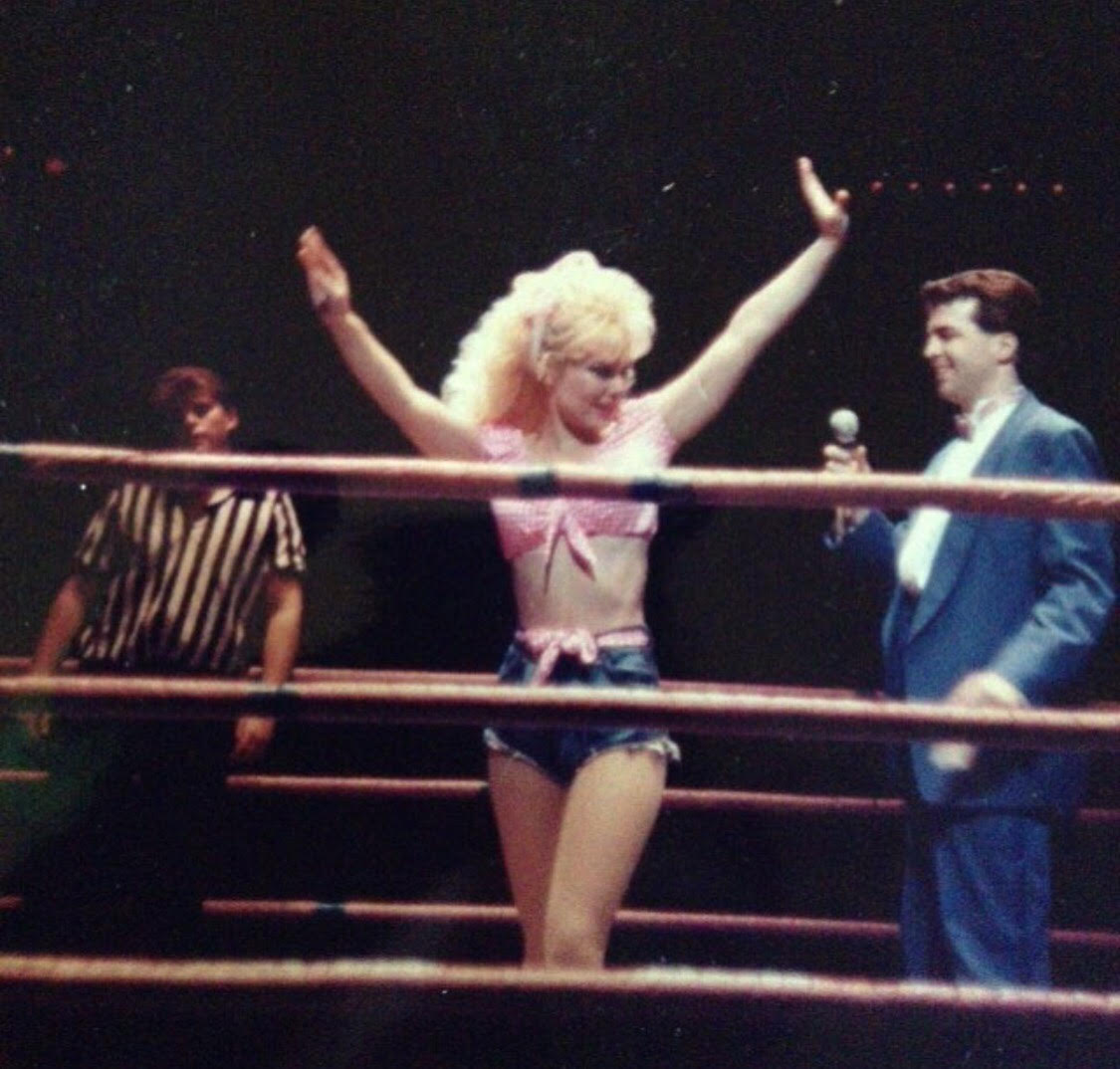
Hayden ganando un combate de GLOW en 1987.

Nacida como Ursa Bamby Hayden, creció en Los Ángeles (California), donde practicó gimnasia desde muy joven.
Durante los años 70 y principios de los 80, Hayden hizo trabajos de modelo para varias empresas como Sirkka T Fashion y Beno's Department Store. Cuando Hayden tenía 17 años, se presentó al concurso Miss Perfect Teen del sur de California y ganó el primer puesto.
En 1986, Hayden comenzó su carrera como luchadora profesional en el exitoso programa de televisión Gorgeous Ladies of Wrestling, conocido por sus coloridos personajes, mujeres fuertes y sketches cómicos. Luchó bajo los nombres de "Babe the Farmer's Daughter", "The Princess of Darkness" y "Donna Matrix". En 1987, Hayden trabajó en un anuncio de champú Faberge, al tiempo que interpretaba a su personaje "Babe the Farmer's Daughter". A continuación, continuó su carrera en la lucha libre uniéndose a Powerful Women of Wrestling y representando al personaje "Goldie Ray".
A continuación, Hayden pasó a ser estrella invitada en programas de televisión de éxito como Hard Time on Planet Earth (1989), Married... with Children (1990) y Family Feud (1992).
En 2001, Hayden compró la empresa Gorgeous Ladies of Wrestling (GLOW) a Meshulam Riklis y, desde entonces, es la única propietaria. Una vez que se hizo cargo de la propiedad, Hayden comenzó a restaurar y reunir episodios originales de GLOW y a venderlos en el sitio web. A continuación, trabajó en su primera aventura de lucha libre, que consistió en un evento en directo con las entradas agotadas (2003) en el Teatro El Rey de Los Ángeles (California). Tras las buenas críticas que recibió el evento, organizó otro que reunió a los luchadores originales de GLOW en Las Vegas (Nevada). Luego, en 2012, Hayden trabajó en el documental titulado GLOW: The Story of the Gorgeous Ladies of Wrestling, que ganó el premio al mejor documental en el festival de cine San Diego Comic-Con 2012. El documental fue lanzado posteriormente en DVD en Estados Unidos y luego estuvo disponible para su transmisión en Netflix el 1 de abril de 2017.
A continuación, Hayden comenzó a trabajar con las guionistas Liz Flahive y Carly Mensch en 2014, en la creación de un nuevo programa de televisión GLOW Gorgeous Ladies of Wrestling. En 2016, Netflix eligió el piloto para una temporada completa y Hayden ahora sirve como consultora de la serie GLOW, que se estrenó el 23 de junio de 2017. Luego apareció en artículos como The Washington Post, Inverse, Sports Illustrated y LA Times.
En 2018, Hayden regresó a la televisión en The Bachelor con su compañera de reparto original de Gorgeous Ladies of Wrestling, Angelina Altishin ("Little Egypt"), para entrenar a ocho mujeres a luchar y montar un combate de lucha libre en directo. A cada una de las mujeres se le asignó su propia personalidad de luchadora, utilizando trajes y maquillaje muy imaginativos. Sin embargo, algunas de las solteras se sintieron molestas por la agresividad de los personajes de lucha de Ursula y Angelina.